# Jean Gassendi
Jean Gassendi, francoski general, politik in senator, * 1748, † 1828.
1. 1 2  data.bnf.fr: platforma za odprte podatke — 2011.